# Primera Nació Sioux Valley
Primera Nació Sioux Valley (dakota Tokátakiya Dakhóta Oyáte) és una Nació Dakota, són un poble dakota dels Sioux que resideix a l'oest de Brandon (Manitoba). La Nació Dakota Sioux Valley té una població total de 2.400 individus. Al voltant de 1.080 viuen a la reserva de la Nació Dakota Sioux Valley, que està situada a la cantonada sud-est del Municipi Rural de Woodworth.

## Reserves
La Primera Nació té dues reserves, la reserva principal i una altra de compartida.
- Reserva Nació Dakota Sioux Valley - 38,2 km² (9.439 acres)
- Reserva Fishing Station 62A - compartida amb la Primera Nació Birdtail Sioux i la Primera Nació Canupawakpa Dakota